# Sergej Ćetković

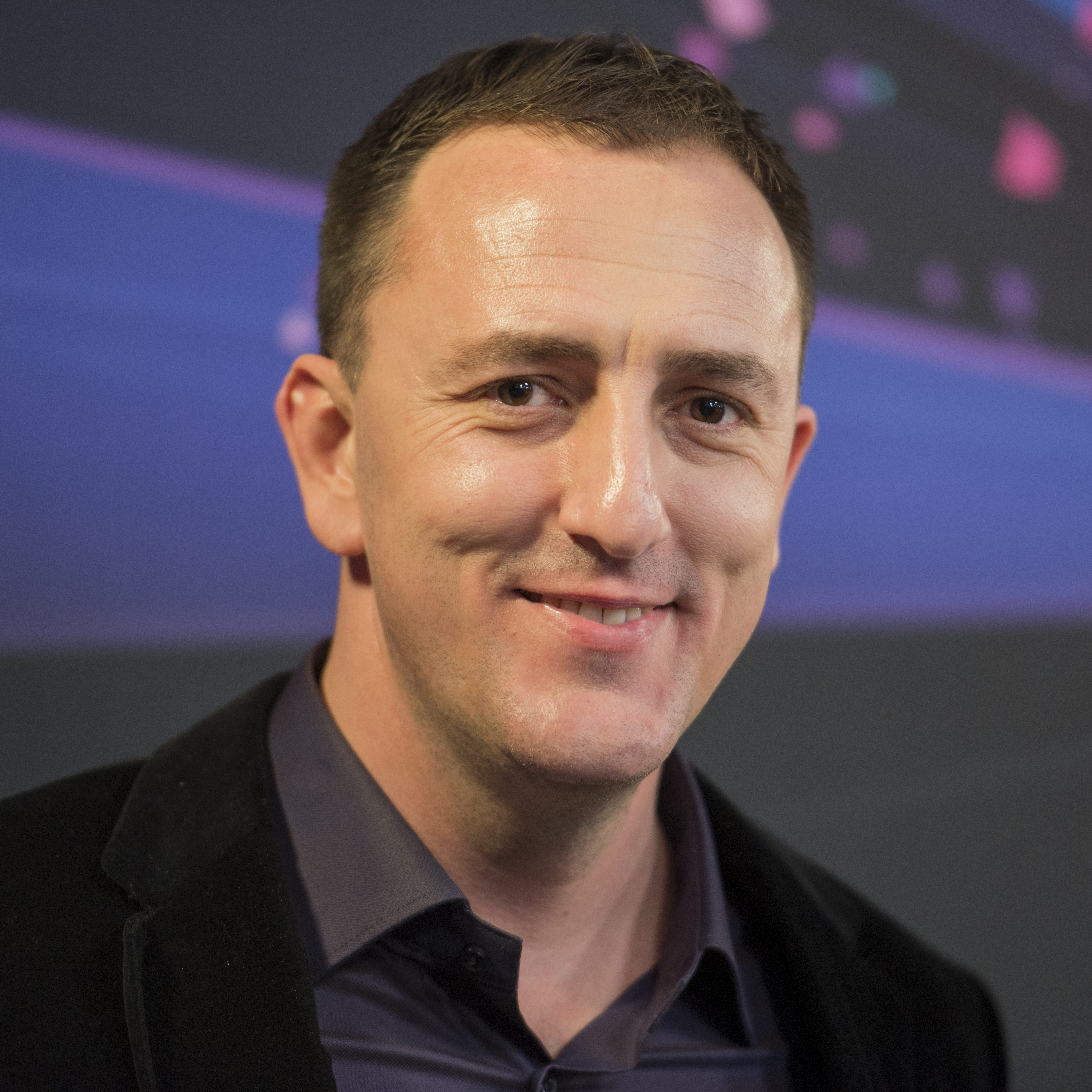
Sergej Ćetković (2014)

Sergej Ćetković (kyr. Сергеј Ћетковић; * 8. März 1975 in Titograd, Jugoslawien) ist ein montenegrinischer Sänger. Er ist in allen Ländern des ehemaligen Jugoslawiens bekannt und einer der erfolgreichsten Künstler Montenegros.

## Leben und Wirken
Der Sender RTCG wählte ihn intern aus, das Land Montenegro beim Eurovision Song Contest 2014 in Kopenhagen zu vertreten. Er erreichte mit dem Lied Moj svijet (dt. Meine Welt) im ersten Halbfinale am 6. Mai 2014 das Finale, was vor ihm keinem Teilnehmer aus Montenegro gelungen war. Er belegte schließlich im Finale Platz 19.

## Diskografie

### Alben
- 2000: Kristina
- 2003: Budi mi voda
- 2005: Kad ti zatreba
- 2007: Pola moga svijeta
- 2010: 2 minuta
- 2015: Moj svijet
- 2020: 25. Sat
- 2024: Kofer

### Soundtracks
- 2005: A View from Eiffel Tower

### Singles (Auswahl)
- 2005: Pogledi u tami
- 2007: Ako Te Nije Pronašla Ljubav
- 2014: Moj svijet
- 2014: Zar je kraj
- 2015: Korov
- 2019: Ljubav
- 2019: Pusti Probleme (mit Who See)